# Altofonte

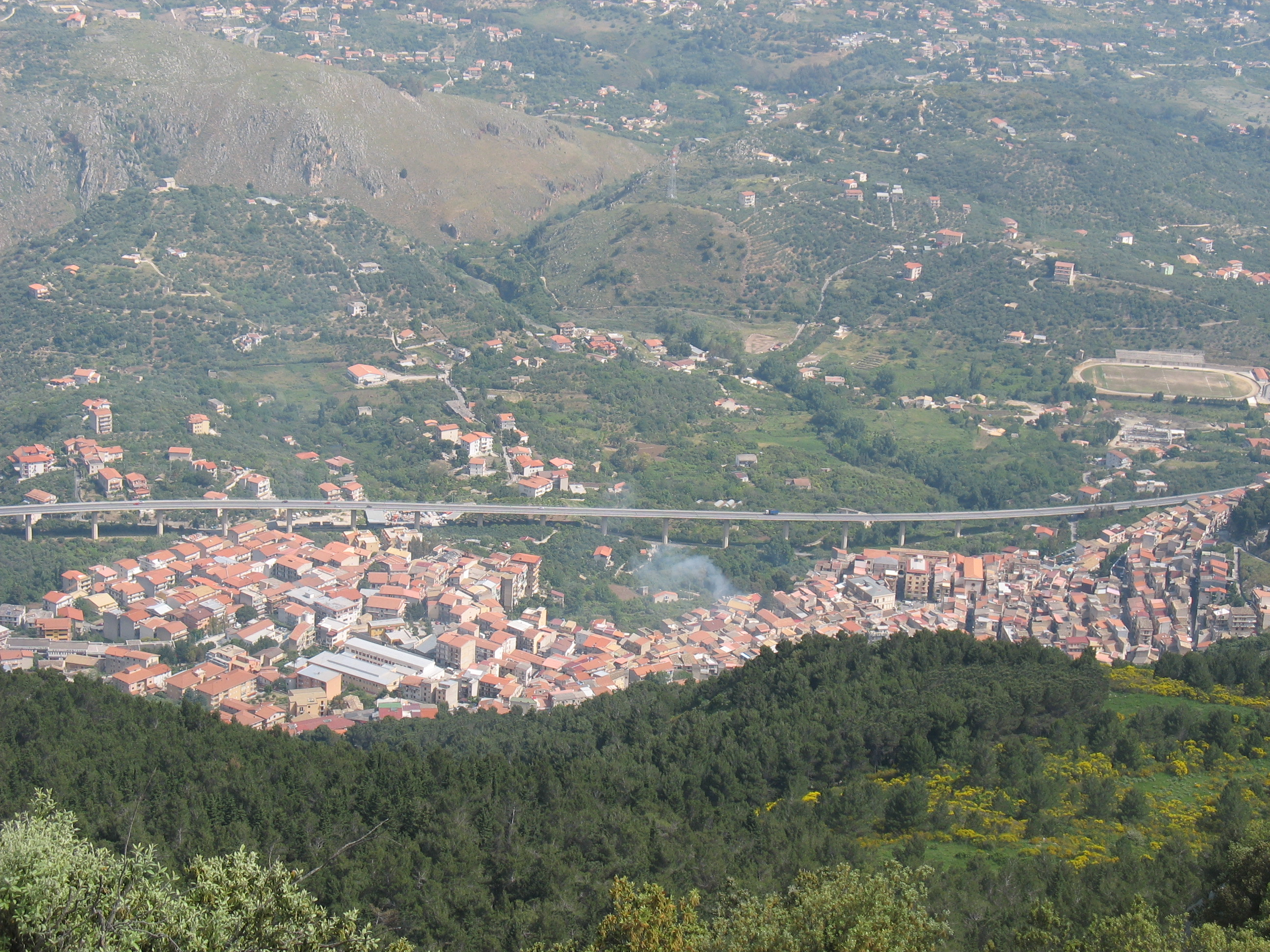
Altofonte

Altofonte is een gemeente in de Italiaanse provincie Palermo (regio Sicilië) en telt 9649 inwoners (31-12-2004). De oppervlakte bedraagt 35,3 km², de bevolkingsdichtheid is 273 inwoners per km².

## Demografie
Altofonte telt ongeveer 3345 huishoudens. Het aantal inwoners steeg in de periode 1991-2001 met 11,1% volgens cijfers uit de tienjaarlijkse volkstellingen van ISTAT.
| Jaar | Inwoneraantal |
| ---- | ------------- |
| 1991 | 8276          |
| 2001 | 9193          |

## Geografie
De gemeente ligt op ongeveer 350 m boven zeeniveau.
Altofonte grenst aan de volgende gemeenten: Belmonte Mezzagno, Monreale, Palermo, Piana degli Albanesi, Santa Cristina Gela.

## Geboren
- Nicolò Di Carlo (1810-1873), hoogleraar Latijn, priester, parlementslid 1848-1849